# とっぴもナイト
『とっぴもナイト』（英称：toppimo night）とは、KBS京都とびわ湖放送で放送されていたトーク番組・バラエティ番組である。KBS京都では2000年4月7日から、びわ湖放送では2012年1月9日から放送。ステレオ放送、文字多重放送、ハイビジョン制作を実施している。

## 概要
主な出演者は、番組の企画も担当している池田幾三および隔月出演者の稲野一美（偶数月）と馬場尚子（奇数月）である。他にレギュラーパネリストとして河内家菊水丸と木村勉（天下一品社長）、そしてゲスト1組を招いて番組は行われている。
放送開始から2年程はまったくゲスト無しで番組を進めていたが、後にゲストを招いてのトークや、天下一品杯京都府少年野球大会・決勝戦の模様（かつてはお笑いコンビのチキチキジョニーがリポートしていたが、後に天然もろこしと交代）、おみくじトーク（毎月最終週に実施）を放送するようになった。毎月最終週には天下一品のFC店各店の店長をゲストに招き、店舗の近況報告をしてもらっている。2010年1月30日放送分からは店長とともに、各店に勤務する女性従業員1名を「看板娘」として招いている。
番組収録は、スポンサーである天下一品の関連施設で行われる。天下一品国道1号鳥羽店で行ったこともある。現在は、滋賀県大津市にあるスパリゾート雄琴・あがりゃんせ、または天然源泉の宿・ことゆうで収録をすることが多いが、先斗町にある味がさねのお座敷や納涼床（夏期のみ）で行うこともある。
オープニングでは長野県の村沢牛を使った創作料理に舌鼓を打っており、一度長野県までロケをしに行ったことがある。その回では、田中康夫（当時長野県知事）をゲストに迎えていた。
2011年1月1日放送分より、HD放送に変更されている。また、オープニングが一新され、それまでの鴨川の流れをバックにしたものから、真っ白な背景をバックにタイトルを表示するようになった。
本番組の著作権は番組制作会社であるオフィス360°とビデオキッドが保有している。
2014年7月26日放送分をもって最終回を迎える。次番組はてっぺんとったるで!で、木村社長は引き続き出演する。

## 出演者

### 司会
- 池田幾三 - 番組の企画も兼務。

### アシスタント
- 稲野一美 - 偶数月に出演。
- 馬場尚子 - 奇数月に出演。

### パネリスト
- 河内家菊水丸
- 木村勉（天下一品社長）
- 他にゲストを1組程度

### 不定期出演者
- チキチキジョニー（松竹芸能） - 天下一品杯のリポートを担当。後に天然もろこしと交代。
- 天然もろこし（松竹芸能） - チキチキジョニーに替わって天下一品杯のリポートを担当。

### 主なゲスト
出演回数が多いゲストを挙げる。
- 中村鋭一 - 最多出演者。2013年8月10日時点で22回目の出演。
- 立原啓裕
- タージン
- 近藤光史
- 田渕岩夫

## スタッフ
- 企画：池田幾三
- 構成：武田賢宗
- 撮影：依田直樹（ビデオキッド）
- 音声：山口大介（キネマシップ）
- 編集：原田征司（ビデオキッド）
- メイク：木村美麗（The Face）
- ディレクター：土生健・程能禎之（ビデオキッド）
- アシスタントプロデューサー：加藤大輔（大毎広告）
- プロデューサー：金子俊彦（大毎広告）、近藤桂子（オフィス360°）
- 協力：スパリゾート雄琴 あがりゃんせ、天然温泉の宿 ことゆう、味がさね、華めぐり、高台寺 中谷、廣済堂、アイネックス
- 制作協力：アイテック → 大毎広告
- 制作著作：オフィス360°、ビデオキッド
- 配信局：KBS京都、びわ湖放送

## エンディングテーマ
- ウインズ「思い出せてよかったね」

## 放送局
| 放送対象地域 | 放送局     | 系列   | 放送日時                                  | 放送期間                                     | 備考                   |
| ------------ | ---------- | ------ | ----------------------------------------- | -------------------------------------------- | ---------------------- |
| 京都府       | KBS京都    | 独立局 | 金曜日 22:00 - 22:30 土曜日 22:00 - 22:30 | 2000年4月7日 - 2006年9月29日 2006年10月7日 - |                        |
| 滋賀県       | びわ湖放送 | 独立局 | 月曜日 21:25 - 21:54                      | 2012年1月9日 -                               | KBS京都の2日遅れで放送 |